# Greiveldange
Greiveldange (lb. Greiweldeng, Greiweldengen; niem. Greiweldingen) – wieś (Uertschaft) w południowo-wschodnim Luksemburgu, w kantonie Remich, w gminie Stadtbredimus. Do 3 października 2015 miejscowość leżała w dystrykcie Grevenmacher. Liczy 951 mieszkańców (31 grudnia 2022).  